# Loi de Brooks
 (septembre 2024).
Si vous disposez d'ouvrages ou d'articles de référence ou si vous connaissez des sites web de qualité traitant du thème abordé ici, merci de compléter l'article en donnant les références utiles à sa vérifiabilité et en les liant à la section « Notes et références ».
La loi de Brooks – d'après Frederick Brooks – est une prédiction sur la productivité des projets informatiques : 
« Ajouter des personnes à un projet en retard accroît son retard »
(formulation originale :  « Adding manpower to a late software project makes it later »).
Le postulat est que la plupart des tâches ne sont pas partitionnables et que les nouveaux arrivants vont faire perdre du temps aux équipes en place en temps de communication. Ce temps perdu étant proportionnel à n(n-1) (où n est le nombre de personnes impliquées). Le paramètre taille d'une équipe influe comme une loi de rendement décroissant dans la productivité en informatique.
Une analogie culinaire est qu'en étant 300 dans une cuisine pour faire un œuf au plat il ne sera pas possible de servir le plat 300 fois plus vite. Une analogie plus parlante étant : « on ne fait pas un bébé en 1 mois avec 9 femmes ».